# Kościół ewangelicko-augsburski w Wilnie
Kościół Ewangelicko-Augsburski w Wilnie (lit. Vilniaus evangelikų liuteronų bažnyčia) – zabytkowa świątynia luterańska znajdująca się w Wilnie przy ul. Niemieckiej 18/20 (Vokiečių).

## Historia
Pierwszy luterański dom modlitwy został założony w 1555 przez Jana Wiklefa. Była to drewniana świątynia ufundowana przez Mikołaja Radziwiłła, która spłonęła w 1655 w pożarze. Nowa, murowana świątynia powstała w 1662 i przetrwała kilka mniejszych pożarów, w latach 1739–1744 kościół został przebudowany przez Jana Krzysztofa Glaubitza w stylu tzw. baroku wileńskiego. Jest to jednonawowy kościół o uproszczonej fasadzie z rokokowym szczytem. Charakteryzuje się czterokondygnacyjną wieżą, która dominuje nad budynkiem zboru. W środku znajdował się rokokowy ołtarz autorstwa Jana Krzysztof Glaubitza z rzeźbami Marsellego. W 1872 dobudowano dzwonnicę. Po 1945 wyposażenie zboru uległo całkowitemu zniszczeniu, a władze komunistyczne urządziły tu salę do gry w piłkę. Po 1991 świątynia wróciła do ewangelików.